# Three Springs
Three Springs – miasto w Australii, w stanie Australia Zachodnia.